# Lie Elisabet Fredholm
Lie Maria Elisabet Ulrika Fredholm, född 20 september 1961, är en svensk översättare.
Lie Fredholm översätter från engelska, danska och norska. Hon har även varit fackligt aktiv inom Översättarsektionen av Sveriges författarförbund.

## Översättningar (urval)
- Wally Lamb: Valarnas sång (Bra böcker, 2001)
- Waris Dirie & Jeanne D'Haem: Ökenblomman återvänder (Bra böcker, 2002)
- Alexander McCall Smith: Livets skafferi (Damm, 2006)
- Sophie Kinsella: En shopaholic säger ja (Damm, 2007)
- Eric Clapton: Clapton: självbiografin (Ica, 2008)
- Farahad Zama: Mr Alis äktenskapsbyrå (Kabusa, 2010)
- Tatiana de Rosnay: Bumerang (Sekwa, 2010)
- Robin Sharma: De hemliga breven från munken som sålde sin Ferrari (Natur & kultur, 2012)
- Ali Lewis: Världens ände (Opal, 2013)
- Joakim Jakobsen: Tour de France: historien om världens största cykellopp (översatt tillsammans med Thomas Andersson) (Natur & kultur, 2014)
- Tonny Gulløv: Bastarden (Nona, 2020)
- Annette Bjergfeldt: Höga visan på Palermovägen (Sekwa/Norra, 2021)